# Religija u Azerbajdžanu
Religija Azerbajdžana je važan dio azerbajdžanskoga društva. Azerbajdžan je pretežno muslimanska zemlja. Procjene su, da se 91,6% stanovništva identificira muslimanima (po podacima CIA-e), 93,4% (Berkley centar, 2012.) ili 99.2% (Pew Research Center, 2009.) Većina su šijiti (oko 85% prema Berkley centru, 2012.) a manjina (15%) su sunitski muslimani, razlike nisu jasno definirane.
O predjudeokršćanskim vjerama i mitologiji ovdje malo se zna. Tek grčki povjesničar Strabon spominje štovanje bogova sunca, neba i iznad svega, mjeseca.
Zaratustrijanstvo u Azerbajdžanu je bila raširena vjera i prevladavajuća sve do arapskih osvajanja u 7. stoljeću. Sa zaratustrijanstvom je u dodiru još od prvog tisućljeća prije Krista. Zajedno s inim ozemljima Perzijskog Carstva Azerbajdžan je ostao prevladavajuće zaratustrijanska država sve do arapskog osvajanja Perzije u 7. stoljeću i širenja islama u njoj. Ime Azerbajdžan znači "zemlja vječne vatre" na srednjeperzijskom, i za to ime se govori da je u izravnoj svezi sa zaratustrijanstvom. Danas je vjera, kultura i tradicija zaratustrijanstva visoko poštovana u Azerbajdžanu. Novruz (iranska Nova godina) je i dalje nastavio biti glavnim blagdanom u zemlji. Zaratustrijanstvo je ostavilo dubok trag u povijesti Azerbajdžana. Tragovi te vjere još su vidljivi u Ramani, Khinalygu i Yanar Dagu. Još je 2000 zaratustrijanaca ostalo u državi.[nedostaje izvor]
Nakon više desetljeća sovjetske ateističke politike, vjerska pripadnost i dalje je nominalna u Azerbejdžanu i muslimanski identitet ima tendenciju da se više temelji na kulturi i nacionalnosti nego religiji. Tradicionalno se sela oko glavnoga grada Bakua i regije Lankaran smatraju uporištem šijitskoga islama. U nekim sjevernim regijama, naseljeni su Dagestanci (Lezgi), gdje je dominantan sunitski islam. 
Ostatak populacije pripada drugim vjerama ili stanovnici nisu religiozni. Od ostalih vjerskih zajednica ističu se: Armenska apostolska Crkva (u Nagorno-Karabahu), Ruska pravoslavna crkva, i razne druge kršćanske denominacije.
Azerbajdžan je sekularna država; članak 48. Ustava jamči slobodu bogoštovlja, izbor bilo koje vjere, ili da se ne prakticira ikoja religija, te postoji sloboda izražavanja o religiji. Zakon Republike Azerbajdžana (1992.) "O slobodi vjere" osigurava pravo na slobodu vjere. Međutim, zakon iz 1996. navodi da stranci imaju slobodu savjesti, ali se uskraćuje pravo "provoditi vjersku propagandu", odnosno pravo propovijedanja, pod prijetnjom novčane kazne ili deportacije. U skladu s točkama 1-3 članka 18. Ustava religija djeluje odvojeno od države i svaka religija je jednaka pred zakonom. 

## Vjerska struktura
Procjene koje navodi CIA za 2010. godinu govore o sljedećem vjerskom sastavu:
- muslimani 96,9% (većinom šijiti)
- kršćani 3%
- ostali <0,1%
- neafilirani <0,1%

Vjerska afilijacija u Azerbajdžanu je još uvijek deklarativna, dok postotci za stvarne praktične vjernike su znatno niži.

## Galerija
- Širenje kršćanstva u Europi i na Sredozemlju.
- Europa u doba velike podjele 1054. godine.
- Religija u Europi, na Sredozemlju i na Bliskom Istoku 1100.
- Religije u Europi 1560.